# Małżeństwo osób tej samej płci w Szwecji
     Małżeństwo
     Rejestrowany związek partnerski
     Konkubinat
     Konstytucja definiuje małżeństwo jako związek kobiety i mężczyzny
     Związki jednopłciowe nieuznawane

Status prawny związków osób tej samej płci w Europie:
Małżeństwo
Rejestrowany związek partnerski
Konkubinat
Konstytucja definiuje małżeństwo jako związek kobiety i mężczyzny
Związki jednopłciowe nieuznawane

Małżeństwa osób tej samej płci są według szwedzkiego prawa legalne od 1 maja 2009 roku. Szwecja jest piątym w Europie i siódmym na świecie krajem, który zalegalizował małżeństwa jednopłciowe.

## Związki partnerskie
Szwecja zalegalizowała związki partnerskie w 1995 roku, jako trzeci kraj na świecie (po Danii i Norwegii). Oferowały one wszystkie prawa i obowiązki małżeństw, włączając w to adopcję dzieci (od 2003) i możliwość skorzystania z zapłodnienia in vitro (od 2005 dla par lesbijskich). Cudzoziemcy mieszkający w Szwecji zyskali możliwość rejestrowania związków od 2000 roku.
Od 1988 państwo uznaje również konkubinaty homoseksualne. Do 2003 istniały dwie odrębne ustawy dla par różno- i jednopłciowych. Od 2003 wszystkie nieformalne związki uznawane są na podstawie jednego aktu prawnego.

## Małżeństwa
W 2004 roku w Riksdagu powołano komisję mającą ustalić, czy pary jednopłciowe powinny mieć prawo do zawarcia małżeństwa. Komisja przedstawiła swój raport w styczniu 2007 roku, opowiadając się za zmianami w prawie przy jednoczesnym zagwarantowaniu związkom wyznaniowym możliwości odmowy błogosławieństw par homoseksualnych. Ten ostatni punkt został skrytykowany przez Partię Zielonych, Partię Lewicy i młodzieżówkę socjaldemokratów. Organizacje te uważały, że kapłani udzielający wiążących prawnie małżeństw powinni mieć obowiązek udzielania ślubu wszystkim parom, które mogą to zrobić według świeckiego prawa. Propozycja lewicy nie została ujęta w ostatecznej wersji ustawy.
21 marca 2007 rząd zapowiedział przyznanie parom homoseksualnym prawa do zawarcia małżeństwa.

### Batalia sądowa
W maju 2008 roku media doniosły, że dwóch mężczyzn, Lars Gardfeldt i Lars Arnell, którzy wzięli ślub w Kanadzie, zwróciło się do sądu z żądaniem prawnego uznania ich małżeństwa. Szwedzki Najwyższy Sąd Administracyjny zgodził się na rozpatrzenie sprawy po tym, jak odmówiły tego sądy niższej instancji. 18 grudnia 2008 sąd ogłosił, że urząd podatkowy nie złamał prawa odmawiając zarejestrowania małżeństwa jednopłciowego. Pary homoseksualne, które pobrały się za granicą, w dalszym ciągu traktowane były według prawa szwedzkiego jako pozostające w związku partnerskim.

### Głosowanie nad ustawą
21 stycznia 2009 roku rząd złożył w parlamencie projekt ustawy legalizującej małżeństwa osób tej samej płci. Projekt poparły wszystkie partie poza chrześcijańską demokracją. 1 kwietnia 2009 roku ustawa została przyjęta przez Riksdag stosunkiem głosów 261-22. Nowe prawo weszło w życie 1 maja 2009 roku.

### Statystyki małżeństw
W lipcu 2013 roku 4521 Szwedek i 3646 Szwedów miało małżonka tej samej płci. Z wyjątkiem regionu terytorialnego Sztokholm, w całym kraju więcej było żonatych lesbijek niż zamężnych gejów. Statystyki nie obejmowały obcokrajowców.

## Opinia publiczna
Jak wynika z sondażu Eurobarometru przeprowadzonego w 2006 roku, 71% Szwedów opowiada się za legalizacją małżeństw osób tej samej płci, a 51% popiera przyznanie parom homoseksualnym prawa do adopcji dzieci.
Sondaże YouGov (grudzień 2012 - styczeń 2013) oraz Ipsos (maj 2013) pokazały poparcie dla małżeństw homoseksualnych na poziomie 79% i 81%.
Według badania Pew Research Center z 2023 roku, Szwecja ma najwyższe poparcie dla legalnych małżeństw osób tej samej płci na świecie, wyprzedzając takie kraje jak Holandia i Hiszpania. Popiera je 92% dorosłych i jedynie 6% jest przeciwko. W badaniu jednak nie uwzględniono wielu państw, np. Danii.